# Hascombe
Hascombe – wieś w Anglii, w hrabstwie Surrey, w dystrykcie Waverley. Leży 51 km na południowy zachód od centrum Londynu. W 2001 miejscowość liczyła 241 mieszkańców.